# Брёйнс, Тео
Тео Брёйнс (нидерл. Theo Bruins; 25 ноября 1929, Арнем — 8 января 1993, Харлем) — нидерландский пианист и композитор.

## Биография
В 1946 учился в Амстердамском музыкальном лицее у Яапа Спаандермана как пианист, с 1948 года учился у Ива Ната, а с 1951 года — у Кееса ван Баарена как композитор. В 1959 г. в Лондоне был удостоен Международной музыкальной премии Харриет Коэн.
Выступал и записывался как пианист преимущественно с репертуаром XX века (Барток, Шёнберг, Хиндемит и др.). Основные произведения Бруинса написаны для фортепиано соло или с оркестром.